# Dagbladet
Dagbladet (lit.: La revista diària) és un dels diaris més grans de Noruega i es publica en format tabloide. Té 1.400.000 lectors diaris en mòbil, web i paper. Tradicionalment, Dagbladet es considera el principal diari liberal de Noruega, amb una visió editorial progressista generalment liberal, fins a cert punt associada al moviment del radicalisme cultural en la història escandinava.
L'edició en paper va tenir una tirada de 46.250 exemplars el 2016, per sota d'un màxim de 228.834 el 1994. L'editor en cap és Alexandra Beverfjord, l'editor polític Geir Ramnefjell, l'editor de notícies Frode Hansen i l'editor cultural Sigrid Hvidsten.
Dagbladet es publica sis dies a la setmana i inclou la revista addicional Magasinet cada dissabte. Part del tabloide diari està disponible a Dagbladet.no i s'hi pot accedir a més articles a través d'un mur de pagament. El nombre de lectors diaris del tabloide en línia Dagbladet va ser d'1,24 milions el 2016.

## Història
Dagbladet va ser fundat l'any 1869 per Anthon Bang. Hagbard Emanuel Berner va ser el seu primer editor en cap i el primer número es va publicar el 2 de gener de 1869. De 1884 a 1977, el diari va estar afiliat al partit liberal (Venstre). Des de 1977, és políticament neutral, tot i que ha mantingut la seva posició com a diari liberal, incorporant també algunes posicions culturalment radicals en temes com la lluita per la llengua, les polítiques eclesiàstiques, el feminisme, les relacions íntimes, la cura criminal, etc. El diari va estar el 1972 en contra de l'adhesió de Noruega a la UE, però va passar a defensar-la el 1994. Durant l'ocupació alemanya de Noruega, l'editor de Dagbladet, Einar Skavlan, va ser arrestat l'abril de 1942 a causa de la posició liberal del diari i la lleialtat al rei.
Dagbladet ha tingut un paper important en el desenvolupament de nous productes editorials a Noruega. El 1990, el diari va ser el primer de Noruega a publicar una edició dominical en més de 70 anys, i el 1995, es va convertir en el primer dels principals diaris noruecs amb una edició en línia. L'any 2007 va tenir una tirada de 204.850 exemplars. El primer diari real va ser un diari regional anomenat Brønnøysunds Avis. Durant els últims anys, Dagbladet ha tingut èxit amb el suplement de dissabte Magasinet, que arriba al 25,3% de la població adulta de Noruega.
A causa de la disminució de la circulació diària, el diari ha reduït el nombre de treballadors els darrers dos anys en uns quants centenars. Per això, el diari es va centrar més en les "notícies més senzilles", però els darrers anys, el diari ha escollit una direcció editorial sobre notícies dures.
Dagbladet era propietat anteriorment de l'empresa privada Berner Gruppen. Jens P. Heyerdahl era el propietari més gran i tenia un control efectiu a través de diverses empreses diferents. DB Medialab AS també va ser propietari del 50% del portal web noruec i de l'ISP start.no i va dirigir la comunitat en línia Blink del 2002 al 2011.
El juny de 2013, Dagbladet amb productes en línia es va vendre des de Berner Gruppen a Aller Media per uns 300 milions de corones noruegues. A partir del 2016, el 99% de les accions de Dagbladet AS són propietat formal de Berner Media Holding AS, que al seu torn és propietat del 100% d'Aller Media. L'1% restant de Dagbladet AS és propietat de la fundació Dagbladets Stiftelse.

## Edició en línia
L'edició en línia de Dagbladet es va llançar el 8 de març de 1995 seguint Brønnøysunds Avis, un diari local. Dagbladet.no té un nombre de lectors de prop d'1,2 milions diaris, la qual cosa el situa entre els diaris web més exitosos d'Europa quan es mesura tant amb la població com amb els lectors del diari mare.

## Crítiques
El 1988, Dagbladet va ser criticat per l'ús agressiu de fotografies de familiars en dol després del desastre aeri del vol 710. Això va provocar un canvi de pràctica autoimposat a la premsa noruega pel que fa a la gestió d'aquests incidents.
El 10 de novembre de 1989, l'endemà de la caiguda del mur de Berlín, Dagbladet no va fer cap referència a la caiguda a la seva portada i, en canvi, va incloure el titular "Deixa que els nens jurin", una cita de la psicòloga infantil Magne Raundalen. Això va provocar crítiques i burles del diari per ser massa tabloide.
L'exministre de Salut, Tore Tønne, es va suïcidar presumptament després de les investigacions de Dagbladet sobre presumptes irregularitats econòmiques comeses després de la finalització del seu mandat al gabinet noruec. Dagbladet va ser criticat per l'Associació Noruega de Premsa. El diari va reimprimir els 12 dibuixos animats de Muhammad del diari danès Jyllands-Posten el 2005.
El maig de 2011, Dagbladet va perdre un cas de difamació al Tribunal de Districte d'Oslo contra el conductor de l'ambulància Erik Schjenken per imprimir errors de fet sobre l'incident dels paramèdics a Oslo 2007, i se li va condemnar a pagar una indemnització d'1 milió de Nkr. El 2013, Dagbladet va perdre el cas d'apel·lació al Tribunal d'Apel·lació de Borgarting, però la sentència legal es va canviar lleugerament i la compensació es va reduir a 200.000 Nkr. El maig de 2013, Dagbladet va apel·lar el cas al Tribunal Suprem de Noruega.
El diari va rebre crítiques per una caricatura publicada el novembre de 2011 que equiparava l'Holocaust amb la situació a la Franja de Gaza. El 2013, Abraham Cooper del Centre Simon Wiesenthal, comunitats jueves i organitzacions de drets humans van afirmar que una caricatura que representava la tradició jueva de la circumcisió com a bàrbara era antisemita. L'editor de les seccions de cultura i opinió de Dagbladet Geir Ramnefjell va desestimar les crítiques al dibuix del 2013, afirmant que es tractava d'una "ridiculització innocent de la pràctica religiosa i res més que això". Dagbladet també va defensar la caricatura en un editorial el 3 de juny de 2013. El Centre Noruec contra el Racisme i la comunitat Mosaic de Noruega van presentar una queixa sobre la caricatura a la Comissió Noruega de Queixes de Premsa, que no va trobar Dagbladet culpable.